# Monimiaceae

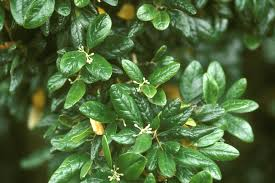
Folhagem de Peumus sp.

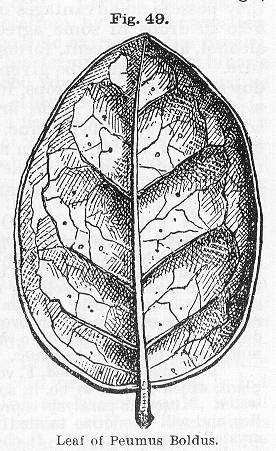
Folha de Peumus boldus, onde os pontos são as glândulas que contém óleos essenciais.

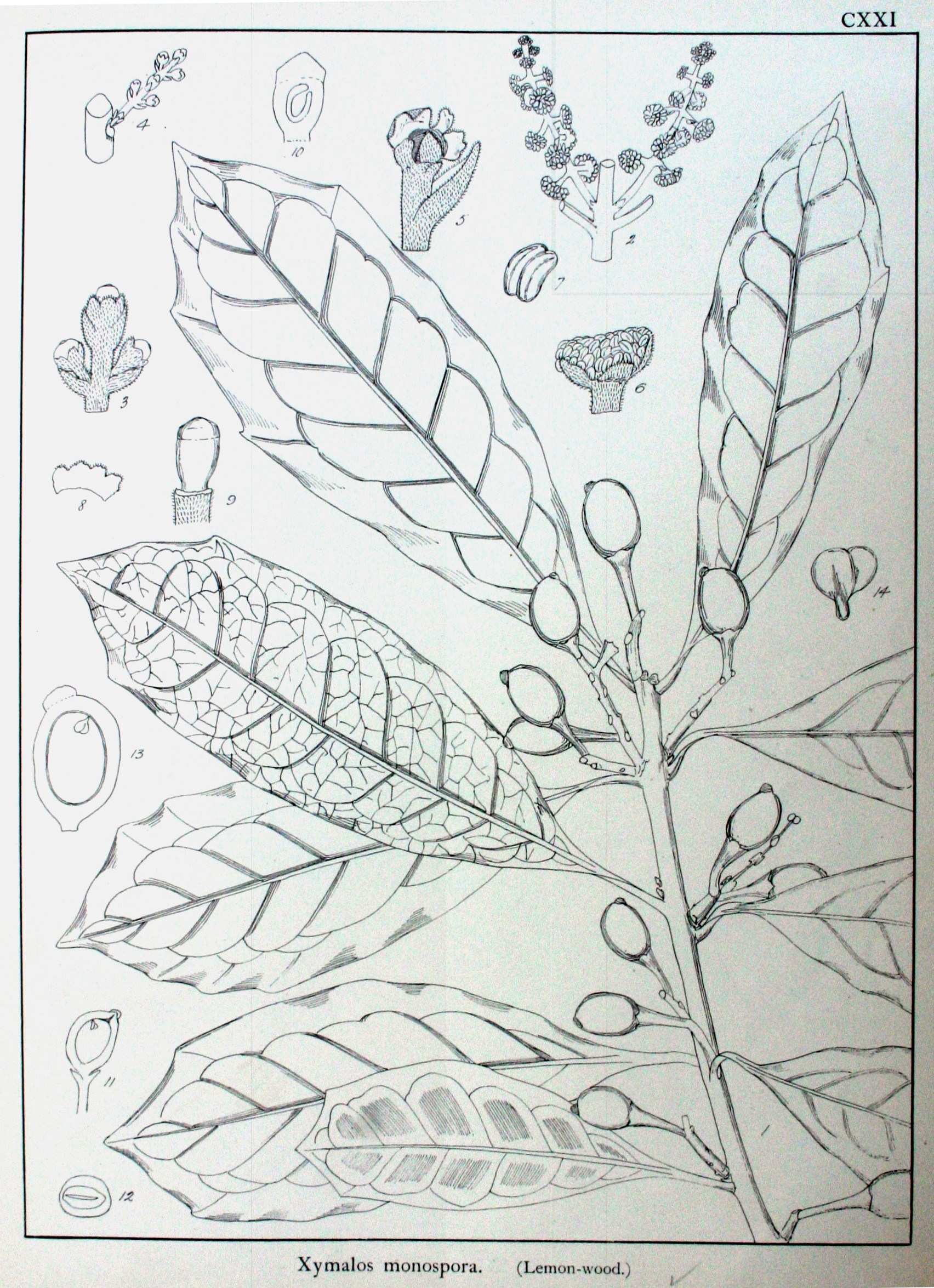
Xymalos monospora.

Monimiaceae é uma família de plantas com flor da ordem das Laurales que engloba 28 géneros e 195-200 espécies de árvores ou arbustos, raramente escandentes ou lianas (cipós e trepadeiras), monóicas ou dióicas. A família tem os seus principais centros de diversidade no Arquipélago Malaio e no sul-sudeste do Brasil, e distribuição natural principalmente na América Tropical, Madagáscar e Oceania, embora esteja representada em menor número na Austrália e Nova Zelândia e com uma espécie em África. Vários géneros (entre os quais  Hedycarya e Peumus) contém espécies que são utilizadas como plantas ornamentais, as espécies do géneros Peumus produzem folhas e frutos comestíveis e vários géneros são produtores de madeiras com elevado valor económico.

## Descrição
Apresenta inflorescência cimosa, flores não vistosas, são unissexuadas (plantas monoicas ou dioicas) ou raramente bissexuadas, são actinomorfas, monoclamídeas, possuem cálice com três ou mais sépalas, dialissépalo, estames oito ou mais – numerosos, anteras geralmente com deiscência remosa ou por fenda circular (Hennecartia), gineceu dialicarpelar, tem carpelos de um ou mais – números, ovário súpero (flores frequentemente períginas), placentação pêndula, uniolvulado. Quanto ao fruto: é múltiplo, são frutículos drupáceos, com hipanto tornando-se carnoso e, às vezes, envolvendo-os (Grazielanthus e Hennecartia).

### Caracteres evolutivos
Evolutivamente a morfologia floral de Monimiaceae é expressa geralmente em termos de redução, tanto em tamanho quanto em número de partes florais; apresenta reestruturação da orientação dessas partes de espiral para radial e finalmente decussado; no fechamento do receptáculo das flores femininas; em transição de carpelos livres para um gineceu sincárpico e ínfero. Outras características da anatomia da madeira, do grão de pólen, da arquitetura da folha e da progressão de monoecia para dioecia também foram assinaladas pelo pesquisador Lorence. Em algumas espécies como, Hennecartia omphalandra, podemos observar nas folhas: venação marginal que se forma pela anastomose das nervuras de menor calibre, de onde partem terminações livres, simples ou ramificadas, caracterizando como "incompleta" a venação marginal nas regiões de contorno regular, compreendidas como as áreas entre duas terminações pontiagudas. Estas áreas pontiagudas são formadas pelo prolongamento de uma nervura secundária ou terciária, o que confere rigidez a essa região.

## Reprodução
Nas angiospermas mais primitivas, e em todas as Magnoliídeas, grãos de pólen são libertados na condição de duas células (uma célula do tubo, que se expande para formar o tubo de pólen de germinação e uma célula geradora, que se divide para formar duas células espermáticas); em subclasses avançadas de plantas com flores, eles são liberados em uma condição de três unicelulares (uma célula do tubo e dois espermatozóides), porque os espermatozóides são formados antes que o pólen seja liberado. Uma exceção do tipo ocorre em Laurelia (Monimiaceae) e Beilschmiedia (Lauraceae). Grãos de pólen de duas células, em outros, que são de três alvéolos, e em outros ainda, as células do espermatozóide está no processo de formação, quando o pólen é liberado.
A reprodução de plantas tropicais depende, essencialmente, da interação com animais polinizadores e/ou dispersores de sementes, uma vez que as angiospermas dependem dos animais para o transporte de pólen ou de sementes, tais como, abelhas, morcegos e aves.

## História
Lorence (1985), Philipson(1987) e Renner (1998) sugeriram que Hortonia, Peumus, Palmeria, e Monimia (ou seja, as tribos Hortonioideae e Monimioideae) são os gêneros mais basais de Monimiaceae (embora não necessariamente formando um clado), hipótese também sugerida pelas datações propostas por Renner (2005). Neste caso, a família teria iniciado sua expansão no transcorrer do Cretáceo, período geológico marcado pelo surgimento e expansão de todo o grupo das angiospermas. Naquele momento, Madagascar já estava separada da África havia mais de 60 milhões de anos. Durante o mesmo período, os continentes africanos e sulamericano foram se separando também, embora ainda permanecessem unidos na altura do nordeste brasileiro. Surgia o Atlântico, de sul para norte, um fator de forte amenização climática do clima desértico que predominara na região equatorial do Jurássico. (Bigarella, 1991). A Antártica, por sua vez, era uma massa de terra que provia a maior conexão terrestre entre os atuais oeste (América do Sul e sul da África) e leste (Austrália, Nova Caledônia, Nova Zelândia) do Gondwana. Era coberta por florestas tropicais, que atingiam até baixas latitudes (73° S) (Schatz, 1996; Menegat, 2002; Bolzon & Marchiori, 2002; Burnham & Johnson, 2004; Dutra, 2004; Sanmartín & Ronquist, 2004; Wilf et al. 2005). Pode se supor, então, que no período do Cretácio as linhagens mais basais de Monimiaceae, tenham sido forjadas em torno da Malásia e se dispersado na direção da Antártica, seguindo um arco de florestas úmidas temperadas.

## Importância econômica
Na família algumas espécies se destacam pela importância econômica, principalmente, no uso medicinal, pela presença de óleos voláteis aromáticos. A Peumus boldus Molina (boldo-do-chile), espécie endêmica do Chile, é largamente empregada em muitos lugares do mundo para transtornos hepáticos e como anti-inflamatórios, pela presença de alcalóides essenciais. É servido e comercializado como chá. Também temos a Sirapuna brasilienses (Peroba-rosa) usada na confecção de móveis por oferecer uma madeira de boa qualidade.
Espécies pertencentes às famílias próximas como Siparunaceae, também são citadas pelo seu uso em medicina popular, como a Siparuna apiosyce (utilizada no tratamento de distúrbios gastrointestinais, febres, gripes e outras afecções. A Mollinedia brasiliensis  é considerado um forte antiespasmódico, e em Siparuna pauciflora (Beurl.) A. DC. foi verificada atividade contra Plasmodium falciparum (Jenett-Siems et al., 2003), um protozoário parasita causador da Malária em humanos.

## Conservação
As florestas do planeta desempenham um papel crucial na regulação do clima global, na manutenção da subsistência local e na proteção da biodiversidade do planeta. As florestas são a “casa” de 80% da biodiversidade terrestre e de 300 milhões de pessoas ao redor do mundo.  A criação de unidades de conservação de uso sustentável, como as florestas nacionais e as reservas extrativistas, visa combater o desmatamento descontrolado provocado pela humanidade.

## Potencial ornamental
Alguns gêneros são cultivados como plantas ornamentais (Hedycarya e Peumus).
O Boldo (Peumus boldus) é uma planta nativa dos Andes Chilenos, estudada pela primeira vez em 1869, pelo médico francês Dujardin Baumez. A madeira, que desprende um suave aroma, é muito utilizada em construções.

## Distribuição e sistemática

### Distribuição

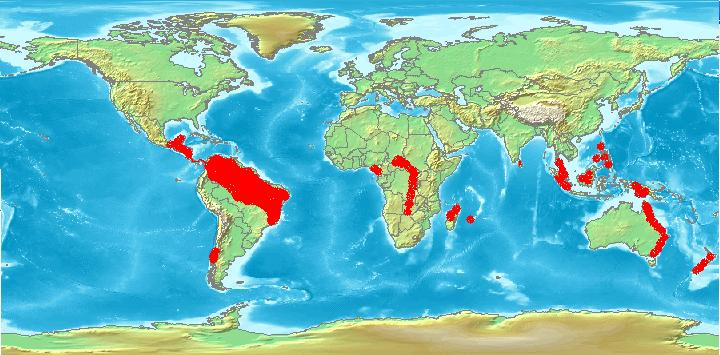
Distribuição natural das Monimiaceae.

A família Monimiaceae apresenta uma distribuição pantropical, estendendo-se pelas regiões tropicais de todos os continentes,com espécies com distribuição natural nas regiões tropicais da África, Ásia e nas Américas. Apesar da distribuição geográfica dos géneros que integram a família Monimiaceae ser pantropical, apresenta um foco de concentração numa vasta região que vai desde o leste da Austrália até ao Sueste Asiático.
A Malésia é um dos centros de diversidade da família Monimiaceae, com 10 géneros e cerca de 84 espécies. Na Nova Guiné ocorrem 7 géneros e na Austrália 8 géneros, com cerca de 26 espécies. No Neotrópico, o outro centro de diversidade da família, existem 5-6 géneros com cerca de 30 espécies. Em Madagáscar e nas ilhas Mascarenhas ocorrem três géneros, com cerca de 63 espécies. Na Nova Caledónia ocorrem dois géneros com cerca de 10 espécies. Na África tropical ocorre apenas o género monotípico Xymalos, bem como na ilha da Reunião e nas ilhas Maurícias onde também apenas ocorre o género monotípico Monimia.
No Brasil ocorrem cinco géneros, com cerca de 43 espécies, a maioria das quais na Mata Atlântica da Região Sudeste onde estão presentes todos os géneros e mais de 80% das espécies descritas.

### Sistemática

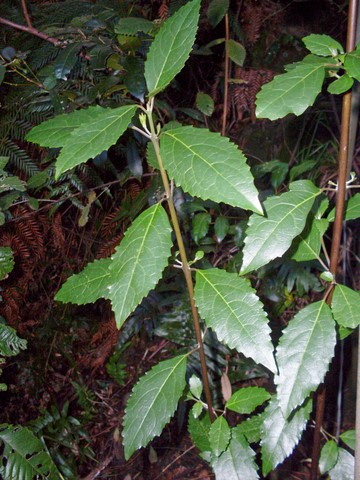
Hedycarya angustifolia.

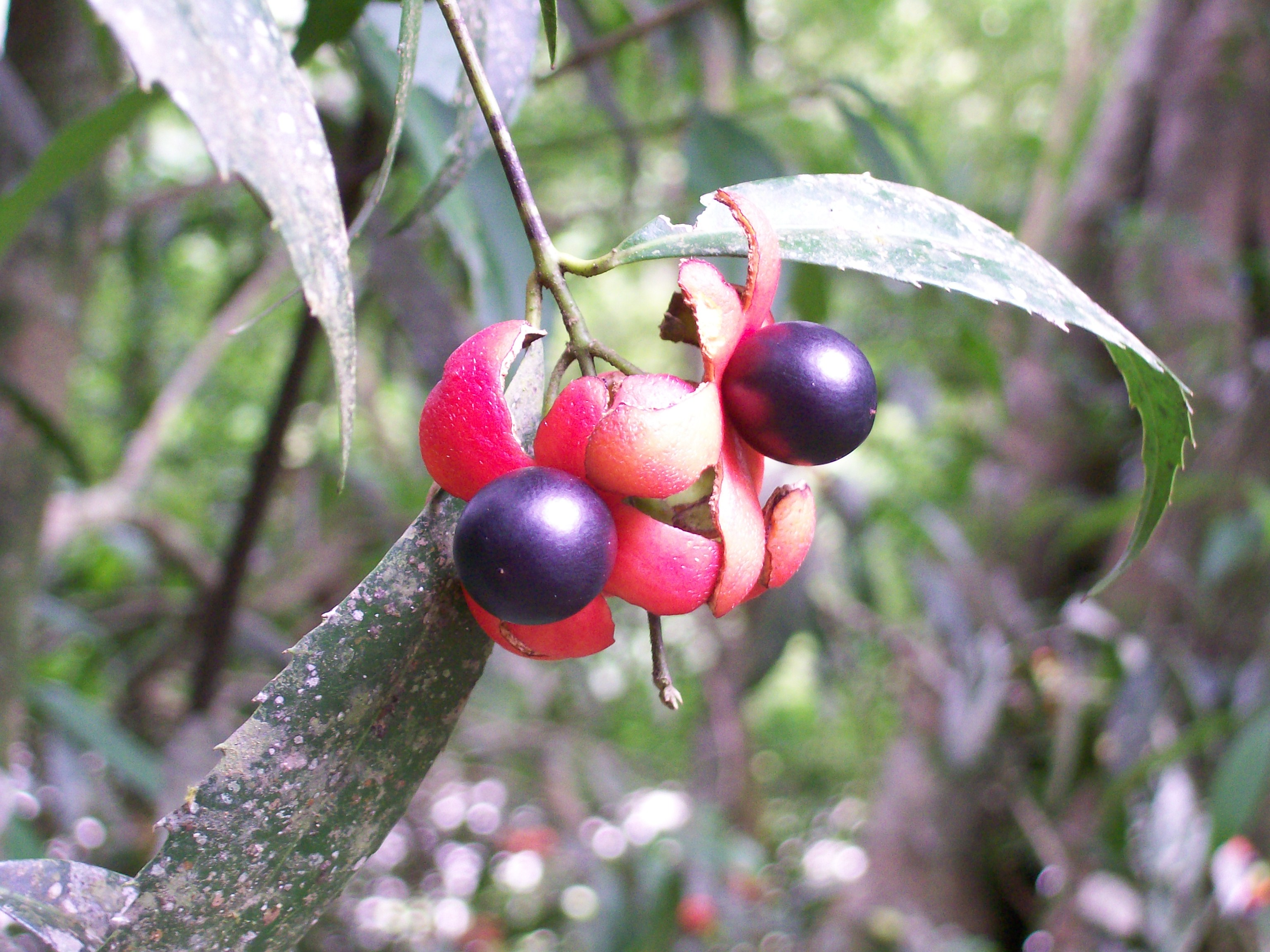
Infrutescência de Hennecartia omphalandra.

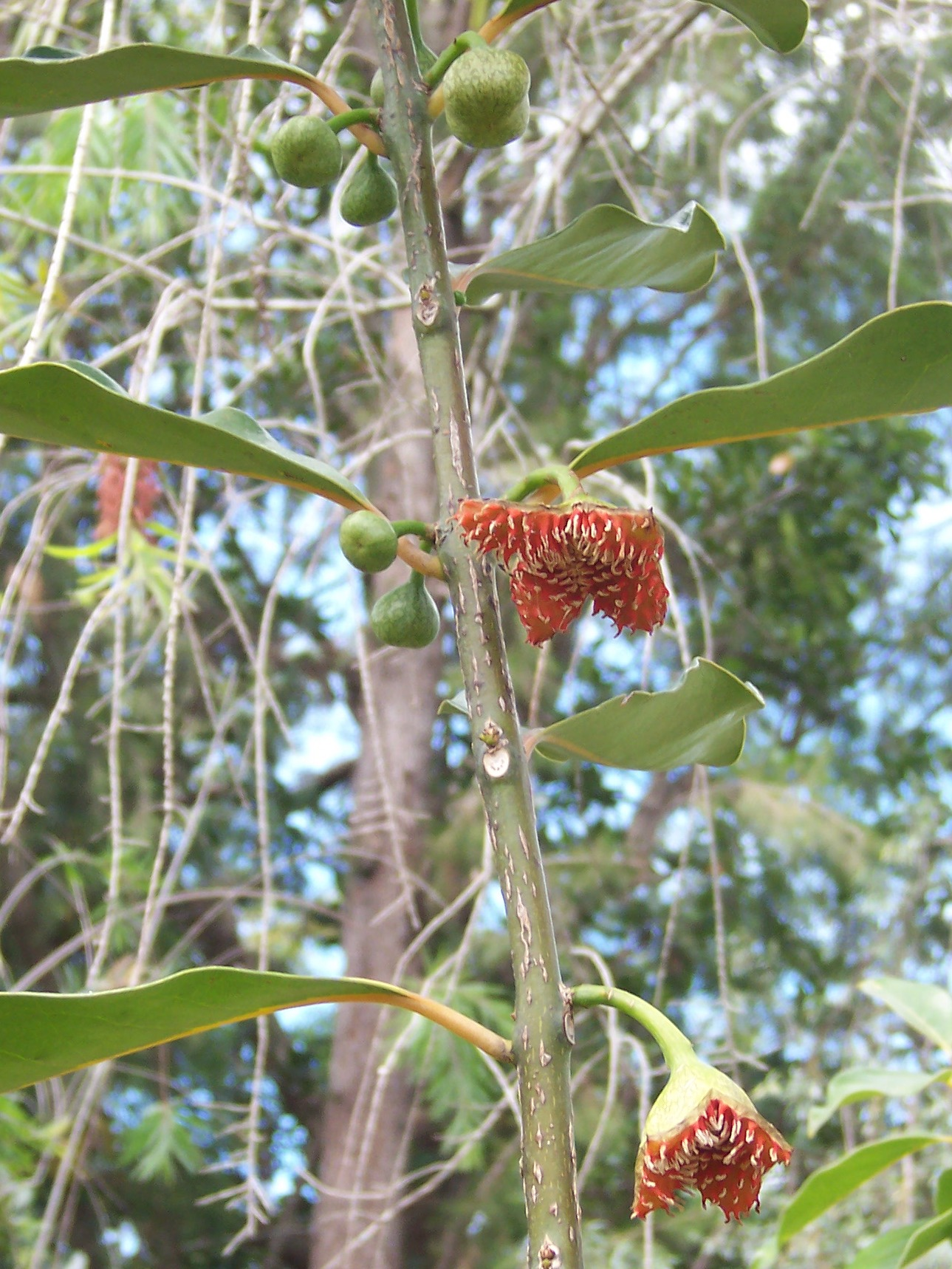
Flores masculinas de Tambourissa elliptica.

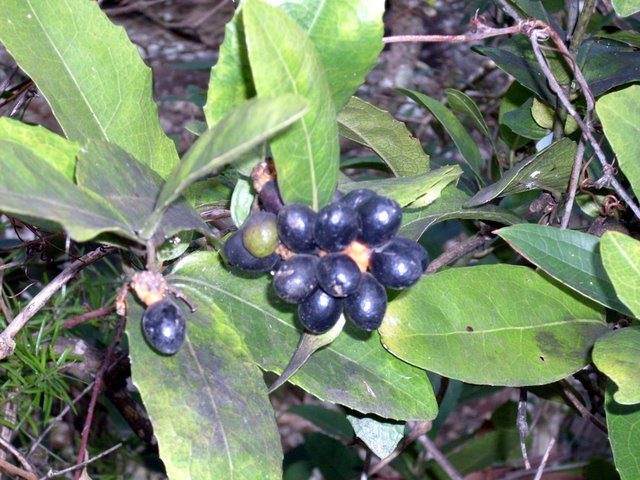
Folhagem e frutos de Wilkiea huegeliana.

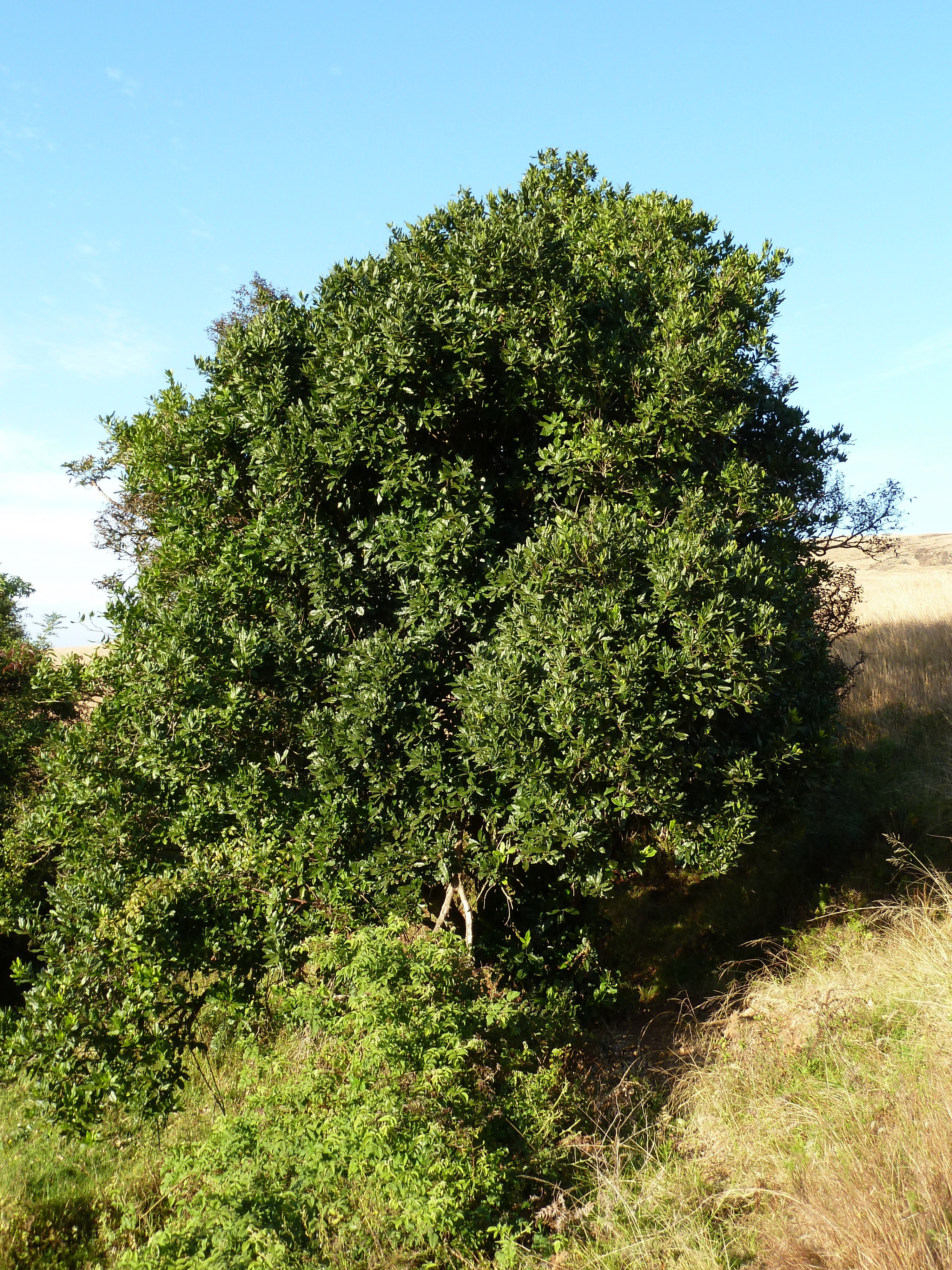
Xymalos monospora.

A família Monimiaceae foi descrita em 1809 por Antoine Laurent de Jussieu numa publicação inserta nos Annales du muséum national d'histoire naturelle, n.º 14, p. 133. O género tipo é Monimia Thouars, nome que está na base da etimologia do nome genérico. Um sinónimo taxonómico de Monimiaceae Juss. é Hortoniaceae A.C.Sm..
O registo fóssil mais antigo atribuído a esta família data do Campaniano do Cretáceo Superior da Antártida.
O género Kairoa, anteriormente considerado um género monotípico, presentemente contém três espécies, sendo que em consequência o anterior género monotípico Faika se tornou seu sinónimo taxonómico. Na sua actual circunscrição taxonómica a família Monimiaceae inclui de 22 a 30 géneros agrupando cerca de 200 espécies:
- Austromatthaea L.S.Sm.— contém apenas uma espécie:
  - Austromatthaea elegans L.S.Sm. — nativa da Austrália.
- Decarydendron Danguy — as 3-4 espécies são nativas de Madagáscar.
- Ephippiandra Decne. (sin.: Hedycaryopsis Danguy) — as cerca de 8 espécies ocorrem apenas em Madagáscar.
- Grazielanthus Peixoto & Per.-Moura— contém apenas uma espécie:
  - Grazielanthus arkeocarpus Peixoto & Per.-Moura — nativa da Mata Atlântica.[2]
- Hedycarya J.R.Forst. & G.Forst. (sin.: Carnegiea Perkins, Carnegieodoxa Perkins) — as cerca de 11 espécies ocorrem maioritariamente na Nova Caledónia, mas algumas ocorrem numa região que vai da Nova Zelândia pela Austrália até às ilhas Fiji; algumas espécies são utilizadas nos trópicos como plantas ornamentais.
- Hennecartia J.Poiss.— contém apenas uma espécie:
  - Hennecartia omphalandra J.Poiss. — amplamente distribuído pelo Neotropis.
- Hortonia Wight ex Arn. —com apenas 1-2 espécies no Sri Lanka.
- Kairoa Philipson — nativo da Nova Guiné com 3 espécies:[3]
  - Kairoa endressiana W.N.Takeuchi & S.S.Renner — esta espécie foi descrita em 2009 e foi apenas encontrada na localidade-tipo (05°17.260′S, 142°29.995′E, a uma altitude de 1140 num karst tropical na Southern Highlands Province da Papua-Nova Guiné).
  - Kairoa suberosa Philipson
  - Kairoa villosa (Kaneh. & Hatus.) S.S.Renner & W.N.Takeuchi (sin.: Faika villosa (Kaneh. & Hatus.) Philipson) —
- Kibara Endl. — com 36 a 45 espécies,nativas da Australásia.
- Kibaropsis Vieill. ex Jérémie— contém apenas uma espécie:
  - Kibaropsis caledonica (Guillaumin) Jérémie — nativa da Nova Caledónia.
- Lauterbachia Perkins — com apenas duas espécies na Nova Guiné.
- Levieria Becc. — as cerca de 9 espécies ocorrem em Queensland (Austrália) e desde a Nova Guiné até Sulawesi.
- Macropeplus Perkins — as cerca de 4 espécies ocorrem nas regiões montanhosas do Brasil.
- Macrotorus Perkins— contém apenas uma espécie:
  - Macrotorus utriculatus Perkins — ocorre na Mata Atlântica.
- Matthaea Blume — as cerca de 14 espécies são nativas da Malésia.
- Mollinedia Ruiz & Pav. — as cerca de 70 a 90 espécies ocorrem no Neotropis.
- Monimia Thouars— contém apenas uma espécie:
  - Monimia amplexicaulis Lorence — nativa da Réunion e de Mauritius.
- Palmeria F.Muell. — as cerca de 15 espécies são nativas da Nova Guiné e da Austrália.
- Parakibara Philipson— contém apenas uma espécie:
  - Parakibara clavigera Philipson — endémica das Molucas.
- Peumus Molina (sin.: Boldea Juss.)— contém apenas uma espécie:
  - Peumus boldus Molina)— originária do Chile; produz frutos comestíveis e as suas folhas são usadas para fins medicinais ou para preparação de tisanas; utilizada nos trópicos como planta ornamental.
- Steganthera Perkins (sin.: Anthobembix Perkins) — com cerca de 16 espécies distribuídas desde o leste da Malésia até às ilhas Salomão e às regiões tropicais da Austrália.
- Tambourissa Sonn. (sin.: Ambora Juss., Phanerogonocarpus Cavaco, Schrameckia Danguy) — as cerca de 45 espécies são nativas de Madagáscar e das ilhas Mascarenhas.
- Tetrasynandra Perkins — as 3 espécies são nativas da Austrália.
- Wilkiea F.Muell. — das 6 espécies descritas, 5 ocorrem na Austrália e uma na Nova Guiné.
- Xymalos Baill. (sin.: Paxiodendron Engl.)— contém apenas uma espécie:
  - Xymalos monospora (Harv.) Baill. — nativa de uamregião que se estende desde a África tropical até ao sul da África.

### Listagem de géneros
A família Monimiaceae inclui os seguintes géneros:
- Bracteanthus;
- Decarydendron;
- Ephippiandra;
- Grazielanthus;
- Hedycarya;
- Kibaropsis;
- Levieria;
- Xymalos;
- Faika;
- Kairoa;
- Kibara;
- Macropeplus;
- Macrotorus;
- Matthaea;
- Mollinedia;
- Monimia;
- Parakibara;
- Peumus;
- Steganthera;
- Tambourissa;
- Tetrasynandra;
- Wilkiea;
- Hennecartia.

São géneros nativos do Brasil:
- Grazielanthus;
- Hennecartia;
- Macropeplus;
- Macrotorus;
- Mollinedia.